# Università di Tampere (1925-2018)
L'Università di Tampere (in finlandese: Tampereen yliopisto (TaY), nome ufficiale in inglese: University of Tampere (UTA)) era un'università della città di Tampere, in Finlandia. 
Dal 1º gennaio 2019 si è fusa con l'altra grande università della città, l'Università tecnica di Tampere, per formare il nuovo Università di Tampere.

## Storia
L'istituzione fu creata ad Helsinki nel 1925 come Collegio Civico di Helsinki per insegnare amministrazione pubblica, organizzazione delle attività e giornalismo con l'ingresso inaugurale di 72 studenti. Nel 1930, un totale di 195 studenti furono iscritti al Collegio e il suo nome fu modificato nella Scuola di Scienze Sociali. Allo stesso modo, i diplomi di bachelor orientati alla professione sono stati estesi all'amministrazione municipale, al diritto pubblico, alla protezione dei minori e all'educazione civica, nonché a un master in scienze sociali.
La prima facoltà, quella di Scienze sociali, è stata fondata nel 1949 e il numero di studenti è aumentato costantemente da 227 nel 1940 a 661 nel 1950. I programmi offerti dalla scuola sono cresciuti, come i titoli di studio sociale e giovanile, la biblioteconomia e l'economia così come un diploma di ufficiale di prigione. Il primo dottorato è stato completato nel 1955 e nel 1956, la città di Tampere e la Scuola di scienze sociali hanno deciso di trasferire la scuola a Tampere. Nel 1960, il numero di studenti era aumentato a 933 e la Scuola di Scienze Sociali si trasferì nel suo nuovo edificio principale di Päätalo, progettato da Toivo Korhonen, a Kalevantie 4, Tampere. Dopo che la Facoltà di Lettere e Filosofia e la Facoltà di Economia e Commercio furono istituite rispettivamente nel 1964 e nel 1965, la Scuola di Scienze Sociali fu ribattezzata Università di Tampere nel 1966.
Un programma, denominato Tampere3, per fondere l'università con l'Università di tecnologia di Tampere e l'Università di Scienze applicate di Tampere è stato avviato nella primavera del 2014. La fusione è stata approvata dal Parlamento nel dicembre 2017 e entrerà in vigore il 1º gennaio 2019. La nuova istituzione di istruzione superiore interdisciplinare sarà denominato Università di Tampere dopo che il nome proposto di "Nuova università di Tampere" ha ricevuto critiche.

## Struttura
L'università era organizzata in sei facoltà:
- Educazione (EDU)
- Management (JKK)
- Medicina e scienze della vita (MED)
- Scienze della comunicazione (COMS)
- Scienze naturali (LUO)
- Scienze sociali (SOC)

Oltre alle unità indipendenti, l'ateneo dispone ospita l'archivio dei dati delle scienze sociali finlandesi (FSD), servizi di laboratorio, un centro linguistico e la biblioteca.